# Talamantes (Saragossa)
Talamantes ist ein spanischer Ort und eine Gemeinde (municipio) mit 82 Einwohnern (Stand: 2024) im Nordwesten der Provinz Saragossa der Autonomen Region Aragonien.

## Lage
Talamantes liegt knapp 100 km (Fahrtstrecke) westnordwestlich der Provinzhauptstadt Saragossa in einer Höhe von etwa 925 m. 
Das Klima ist gemäßigt bis warm; Regen (ca. 635 mm/Jahr) fällt übers Jahr verteilt.

## Bevölkerungsentwicklung
| Jahr      | 1970 | 1981 | 1991 | 2001 | 2011 | 2021 |
| Einwohner | 164  | 81   | 64   | 64   | 57   | 64   |

## Sehenswürdigkeiten
- Peterskirche (Iglesia de San Pedro Apóstol) aus dem 16. Jahrhundert
- Michaeliskirche aus dem 12./13. Jahrhundert
- Reste der alten Burganlage auf dem Monte de Silla, ab 1175 erbaut

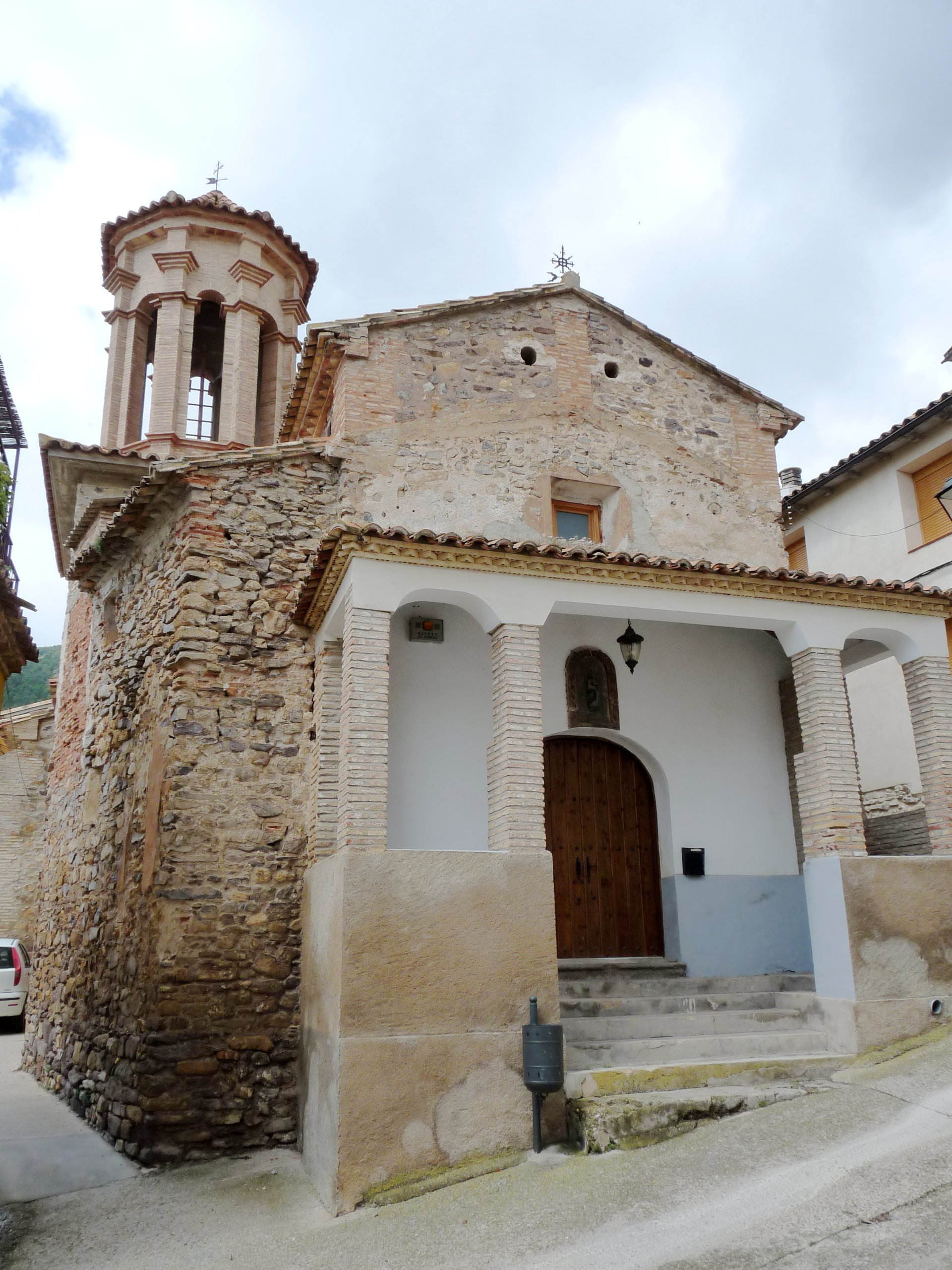
Peterskirche